# Natalia Sokolova (judoka)
Natalia Guennádievna Sokolova –en ruso, Наталья Геннадьевна Соколова– (30 de agosto de 1985) es una deportista rusa que compitió en judo. Ganó dos medallas en el Campeonato Europeo de Judo, plata en 2006 y bronce en 2005.

## Palmarés internacional
| Campeonato Europeo | Campeonato Europeo | Campeonato Europeo | Campeonato Europeo |
| Año                | Lugar              | Medalla            | Categoría          |
| ------------------ | ------------------ | ------------------ | ------------------ |
| 2005               | Moscú ( Rusia)     | Medalla de bronce  | Abierta            |
| 2006               | Novi Sad (Serbia)  | Medalla de plata   | Abierta            |